# Isola Mule
L'isola Mule è una piccola isola situata immediatamente a sud-ovest dell'isola Hawker al largo della punta occidentale della penisola Mule nella baia di Prydz in Antartide.

## Storia
L'isola è stata mappata da cartografi norvegesi con fotografie aeree scattate durante la spedizione di Lars Christensen nel 1936-1937.